# Чхве Джон Мін
У цьому корейському імені прізвище (Чхве) стоїть перед особовим ім'ям.
Чхве Джон Мін (кор. 최정민, 30 серпня 1930, Тедонг — 8 грудня 1983) — південнокорейський футболіст, що грав на позиції нападника, зокрема, за «Клуб Армії Сеула», а також національну збірну Південної Кореї. По завершенні ігрової кар'єри — тренер.
Дворазовий переможець Кубку Азії.

## Клубна кар'єра
У футболі відомий виступами за команду «Клуб Армії Сеула», кольори якої і захищав протягом усієї своєї кар'єри гравця. 
| Дата       | Місто        | Господарі         | Результат | Гості             | Турнір                    | Голи | Примітки |
| ---------- | ------------ | ----------------- | --------- | ----------------- | ------------------------- | ---- | -------- |
| 11-4-1953  | Гонконг      | Південна Корея    | 3 – 2     | Сінгапур          | товариський матч          | 1    |          |
| 18-4-1953  | Сінгапур     | Сінгапур          | 3 – 1     | Південна Корея    | товариський матч          | -    |          |
| 19-4-1953  | Сінгапур     | Сінгапур          | 1 – 3     | Південна Корея    | товариський матч          | 1    |          |
| 24-4-1953  | Сінгапур     | Сінгапур          | 0 – 0     | Південна Корея    | товариський матч          | -    |          |
| 30-4-1953  | Сінгапур     | Індонезія         | 1 – 3     | Південна Корея    | товариський матч          | 1    |          |
| 7-3-1954   | Токіо        | Японія            | 1 – 5     | Південна Корея    | Відбір до ЧС 1954         | 2    |          |
| 14-3-1954  | Токіо        | Південна Корея    | 2 – 2     | Японія            | Відбір до ЧС 1954         | -    |          |
| 2-5-1954   | Маніла       | Гонконг           | 3 – 3     | Південна Корея    | Азійські ігри 1954        | -    |          |
| 4-5-1954   | Маніла       | Південна Корея    | 8 – 2     | Афганістан        | Азійські ігри 1954        | 1    |          |
| 7-5-1954   | Маніла       | Бірма             | 2 – 2     | Південна Корея    | Азійські ігри 1954        | 1    |          |
| 8-5-1954   | Маніла       | Тайвань           | 5 – 2     | Південна Корея    | Азійські ігри 1954        | 1    |          |
| 17-6-1954  | Цюрих        | Угорщина          | 9 – 0     | Південна Корея    | ЧС 1954 - 1-й етап        | -    |          |
| 25-2-1956  | Маніла       | Філіппіни         | 0 – 2     | Південна Корея    | Відбір до Кубка Азії 1956 | 1    |          |
| 21-4-1956  | Сеул         | Південна Корея    | 3 – 0     | Філіппіни         | Відбір до Кубка Азії 1956 | -    |          |
| 26-8-1956  | Сеул         | Південна Корея    | 2 – 0     | Тайвань           | Відбір до Кубка Азії 1956 | 1    |          |
| 2-9-1956   | Тайбей       | Тайвань           | 1 – 2     | Південна Корея    | Відбір до Кубка Азії 1956 | -    |          |
| 8-9-1956   | Гонконг      | Ізраїль           | 1 – 2     | Південна Корея    | Кубок Азії 1956           | -    |          |
| 15-9-1956  | Гонконг      | Південна Корея    | 5 – 3     | Південний В'єтнам | Кубок Азії 1956           | 2    |          |
| 18-2-1958  | Гонконг      | Гонконг           | 3 – 2     | Південна Корея    | товариський матч          | 1    |          |
| 26-5-1958  | Токіо        | Південна Корея    | 2 – 1     | Сінгапур          | Азійські ігри 1958        | -    |          |
| 28-5-1958  | Токіо        | Південна Корея    | 5 – 0     | Іран              | Азійські ігри 1958        | 1    |          |
| 30-5-1958  | Токіо        | Південна Корея    | 3 – 1     | Південний В'єтнам | Азійські ігри 1958        | -    |          |
| 31-5-1958  | Токіо        | Південна Корея    | 3 – 1     | Індія             | Азійські ігри 1958        | 1    |          |
| 1-6-1958   | Токіо        | Тайвань           | 3 – 2     | Південна Корея    | Азійські ігри 1958        | -    |          |
| 1-9-1959   | Куала-Лумпур | Південний В'єтнам | 3 – 2     | Південна Корея    | товариський матч          | -    |          |
| 2-9-1959   | Куала-Лумпур | Південна Корея    | 4 – 1     | Сінгапур          | товариський матч          | 1    | 30'      |
| 5-9-1959   | Куала-Лумпур | Японія            | 0 – 0     | Південна Корея    | товариський матч          | -    |          |
| 6-9-1959   | Куала-Лумпур | Південна Корея    | 3 – 1     | Японія            | товариський матч          | 1    |          |
| 6-8-1960   | Куала-Лумпур | Південна Корея    | 2 – 0     | Індонезія         | товариський матч          | -    |          |
| 8-8-1960   | Куала-Лумпур | Південна Корея    | 3 – 1     | Гонконг           | товариський матч          | -    | 45'      |
| 10-8-1960  | Куала-Лумпур | Південний В'єтнам | 0 – 0     | Південна Корея    | товариський матч          | -    | 45'      |
| 11-8-1960  | Куала-Лумпур | Південна Корея    | 3 – 3     | Сінгапур          | товариський матч          | -    | 45'      |
| 14-8-1960  | Куала-Лумпур | Малайзія          | 0 – 0     | Південна Корея    | товариський матч          | -    |          |
| 14-10-1960 | Сеул         | Південна Корея    | 5 – 1     | Південний В'єтнам | Кубок Азії 1960           | 1    |          |
| 17-10-1960 | Сеул         | Південна Корея    | 3 – 0     | Ізраїль           | Кубок Азії 1960           | -    |          |
| 21-10-1960 | Сеул         | Південна Корея    | 1 – 0     | Тайвань           | Кубок Азії 1960           | -    |          |
| 6-11-1960  | Сеул         | Південна Корея    | 2 – 1     | Японія            | Відбір до ЧС 1962         | 2    |          |
| 11-6-1961  | Токіо        | Японія            | 0 – 2     | Південна Корея    | Відбір до ЧС 1962         | -    |          |
| 8-10-1961  | Белград      | Югославія         | 5 – 1     | Південна Корея    | Відбір до ЧС 1962         | -    |          |
| 28-10-1961 | Янгон        | Бірма             | 1 – 3     | Південна Корея    | товариський матч          | -    | 45'      |
| 4-11-1961  | Бангкок      | Таїланд           | 1 – 4     | Південна Корея    | товариський матч          | -    |          |
| Усього     |              | Матчів            | 41        |                   | Голів                     | 20   |          |

## Кар'єра тренера
Розпочав тренерську кар'єру, повернувшись до футболу після тривалої перерви, 1967 року, очоливши тренерський штаб клубу «Янджі».
Останнім місцем тренерської роботи була національна збірна Південної Кореї, головним тренером команди якого Чхве Джон Мін був протягом 1977 року.
Помер 8 грудня 1983 року на 54-му році життя.

## Титули і досягнення
- Срібний призер Азійських ігор: 1954, 1958
- Чемпіон Азії: Південна Корея: 1956, 1960